# Hôpital de Lure
L'hôpital de Lure est un établissement de santé de proximité, regroupant des services de médecine polyvalente, de soins de suite, un pôle de santé libéral et deux EHPAD.
Il est implanté à Lure, sous-préfecture de la Haute-Saône. Fondé en 1857 comme hospice, il déménage sur le site actuel du Mont-Châtel vers 1970. Il est marqué par la fermeture de nombreux services entre 1999 et 2004 (notamment : maternité, chirurgie et réanimation). Il intègre le groupe hospitalier de la Haute-Saône en 2002 dont le site principal est implanté à Vesoul.
En 2025, il devrait être équipé pour la première fois d'un scanner et d'un appareil à IRM.

## Localisation
L'hôpital est situé au sommet du Mont Châtel, à proximité du centre-ville de la commune de Lure, dans le département français de la Haute-Saône et la région Bourgogne-Franche-Comté.

## Histoire

### Hospice Marie-Richard

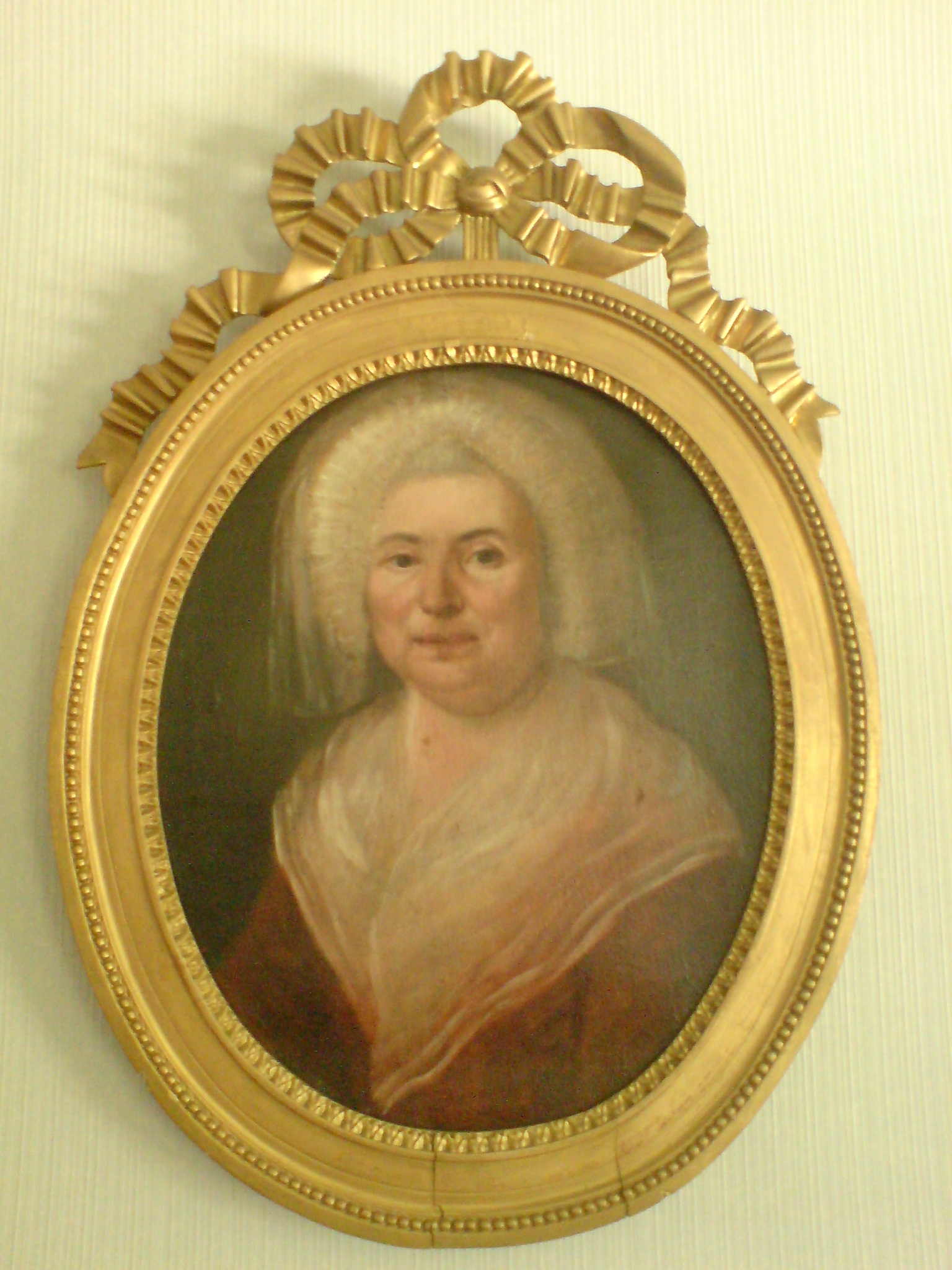
Portrait de Marie Richard, conservé dans l'hospice.

L'hospice Marie-Richard est fondé en 1857 grâce à Marie Richard (1804-1852), fille de notaire, qui fit dont de sa fortune à la ville de Lure dans ce but. Lure ne possédais jusqu'alors aucun hospice. Il possède une architecture d'hôpital pavillonnaire.
En 1896, les soins sont assurés par les Sœurs de Saint-Vincent de Paul. Les malades indigents de la commune sont hébergés gratuitement, les autres (en provenance de tout l'arrondissement) doivent payer 2 francs par jour. La capacité d'accueille est alors de 62 lits dont 36 réservés aux militaires.
Il devient un hôpital civil et militaire au début du XXe siècle. Lors de l'exode de 1940, 65 des 80 lits dont il dispose sont réquisitionnés par l'armée.
L'hôpital est de nouveau réquisitionné lors de la Libération de la France en raison de l'âpreté de combats. 180 lits sont déployés dont 108 au collège Sainte-Anne (pas de rentrée scolaire en 1944). Pour faire de la place aux blessés et aux médecins, les services annexes (gestion, bureau des entrées, ravitaillement, pharmacie) sont déplacés dans des tantes transpercées par le vent de l'automne puis de l'hiver mais aussi dans des maisons et des granges du voisinage. Le chauffage est difficilement assuré par des appareils hétéroclites et défectueux. Une équipe de ravitailleurs apporte du charbon glané sur les carreaux des puits des houillères de Ronchamp
- L'hospice Marie-Richard.

"L'hospice
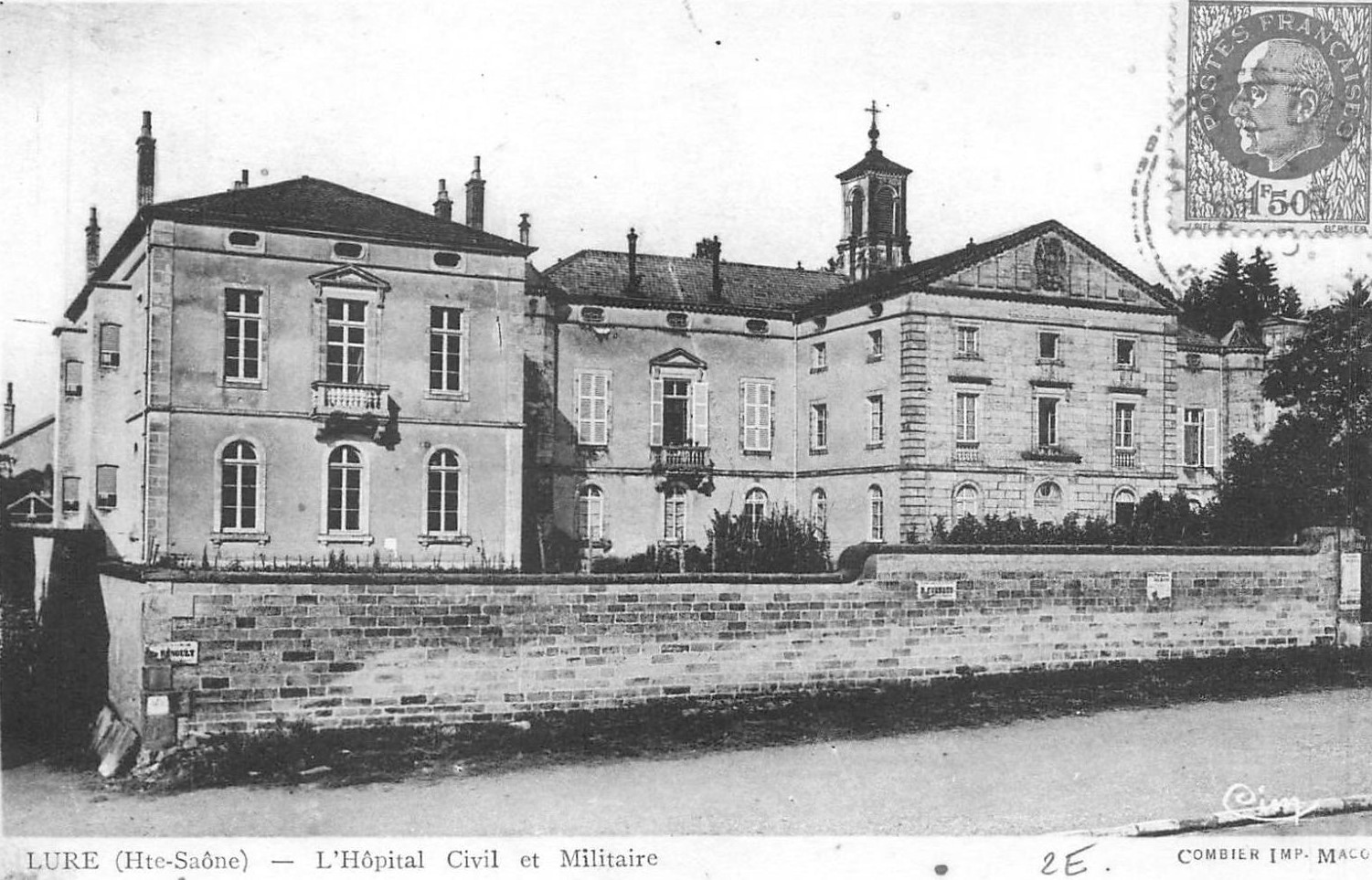
Au début du XXe siècle.
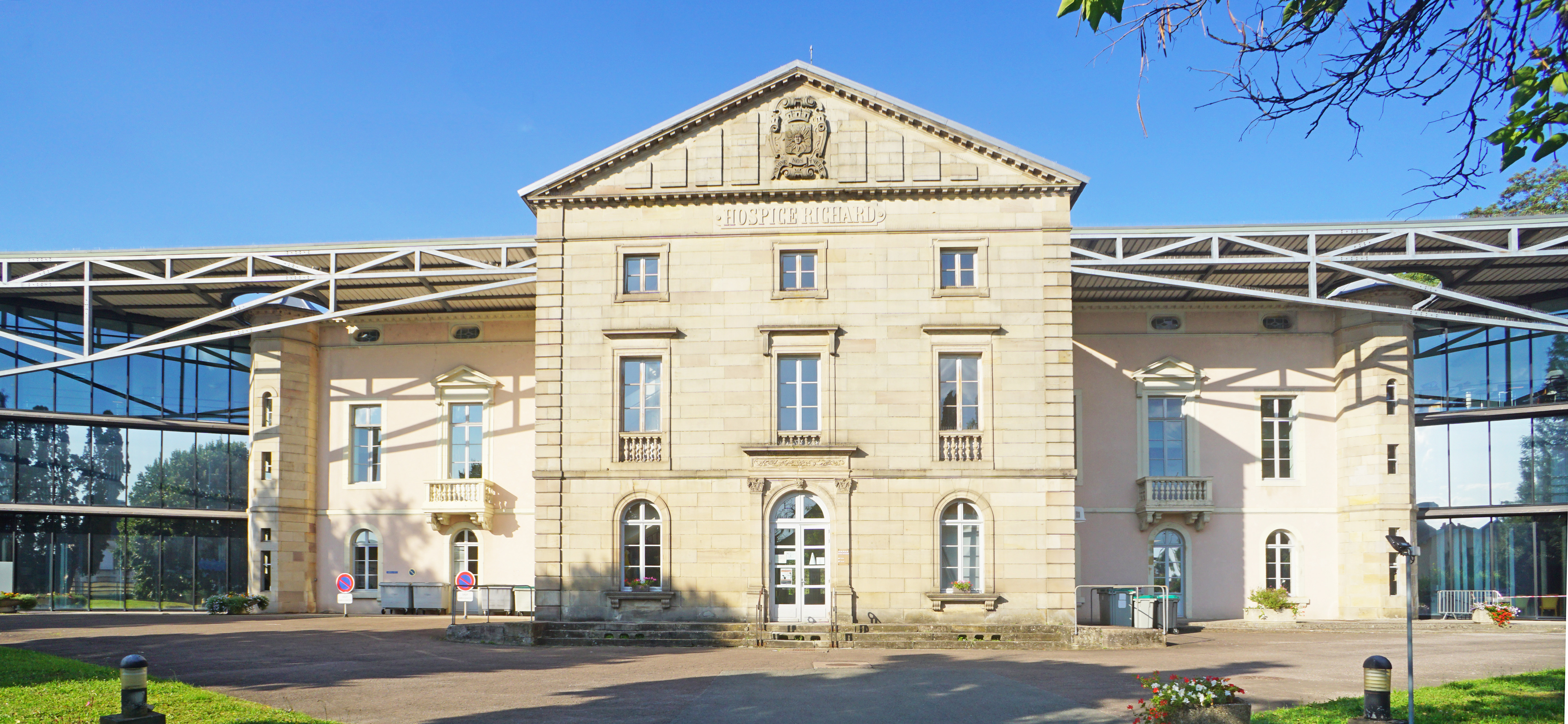
En 2023.

### Hôpital du Mont Châtel
Un nouveau bâtiment en béton de type hôpital-bloc est construit dans les années 1960. Destiné à remplacer les anciennes constructions en pierre, il est édifié sur la colline du Mont Châtel, un parc situé derrière l'hospice. L'ancien hôpital Marie-Richard redevient une maison de retraite. Une seconde maison de retraite, l'EHPAD du Mont-Châtel est construite au milieu des années 1970 et agrandie vers 2012.

Carte de l'hôpital de Lure et de l'hospice Marie-Richard avec les aménagements successifs.

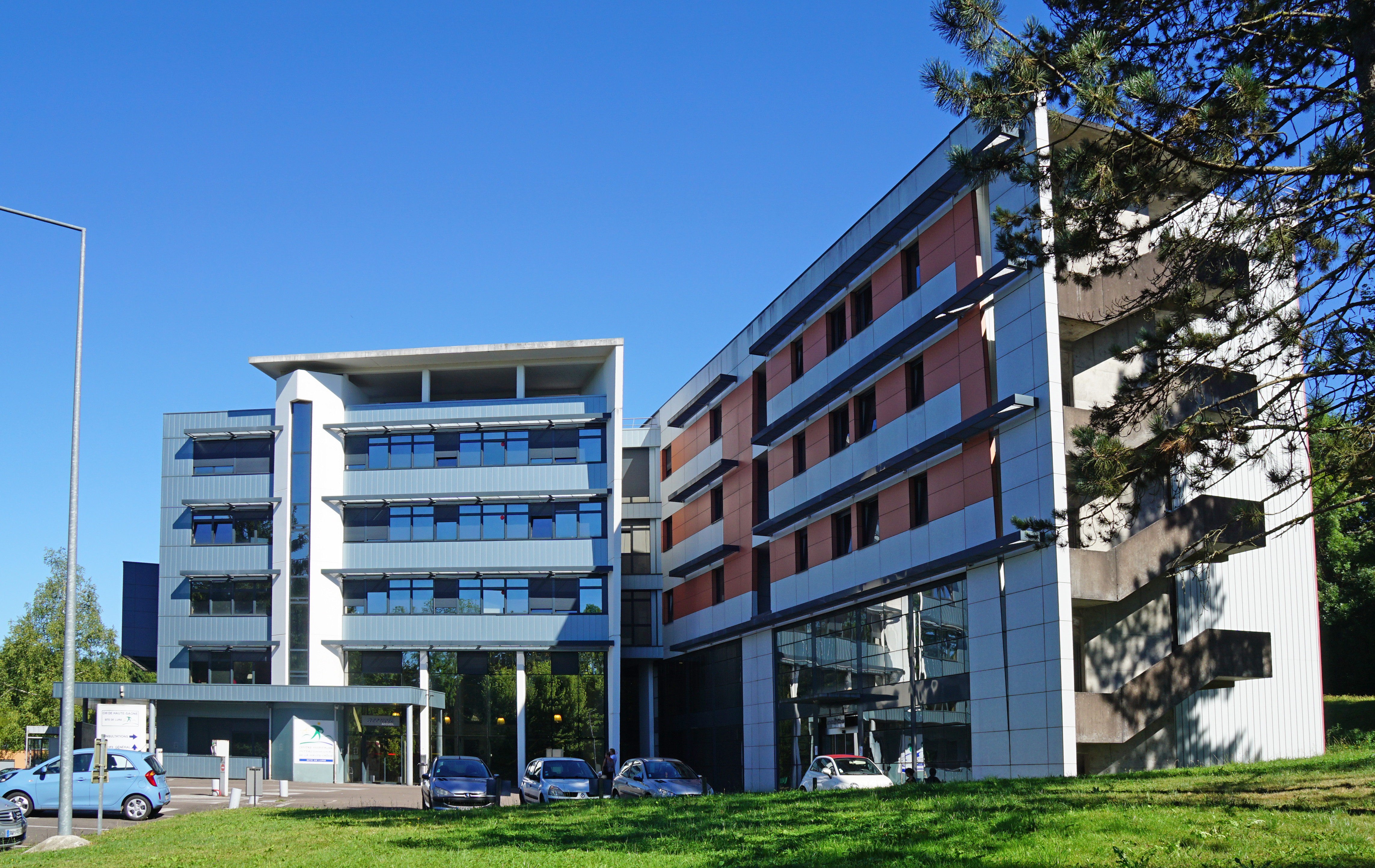
Les deux façades principales en 2016.

En 2002, l'hôpital de Lure intègre le Groupe hospitalier de la Haute-Saône avec celui de Luxeuil-les-Bains et l'hôpital Paul-Morel de Vesoul, qui devient le site principal. Les services sont répartis entre les trois sites, Lure et Luxeuil sont maintenus comme des hôpitaux de proximité (essentiellement destinés aux soins de suite, à la rééducation et aux longs séjours), tandis que Vesoul conserve le site principal avec de la chirurgie et de nombreuses spécialités. Le nouveau centre hospitalier de Vesoul ouvre en 2009 pour mieux accueillir les patients des trois secteurs.
Cette fusion-redistribution des rôles entraine la fermeture de nombreux services à l'hôpital : la maternité en 1999, les soins intensifs, la cardiologie et la chirurgie en 2004. En 2003, les urgences sont remplacées par un centre de soins non programmés fermé la nuit. Ces fermetures sont assez mal vécues par la population et entraine des protestations et manifestations,.
L'hôpital connait une modernisation en 2008.
Un pôle santé destiné à regrouper plusieurs médecins généralistes, spécialistes et professionnels paramédicaux est ouvert le 5 janvier 2018 sur le site de l'hôpital.

La construction du pôle santé.
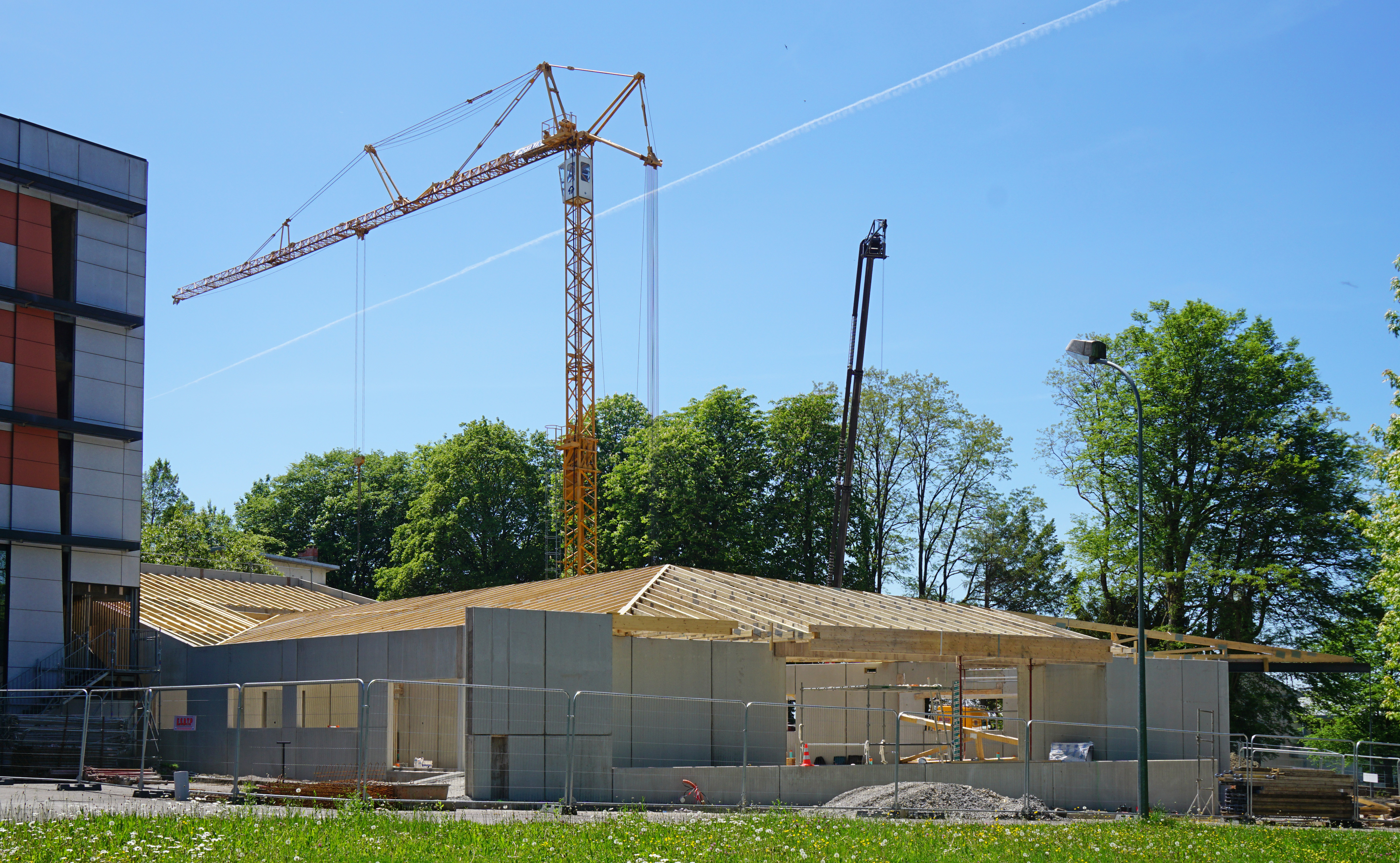
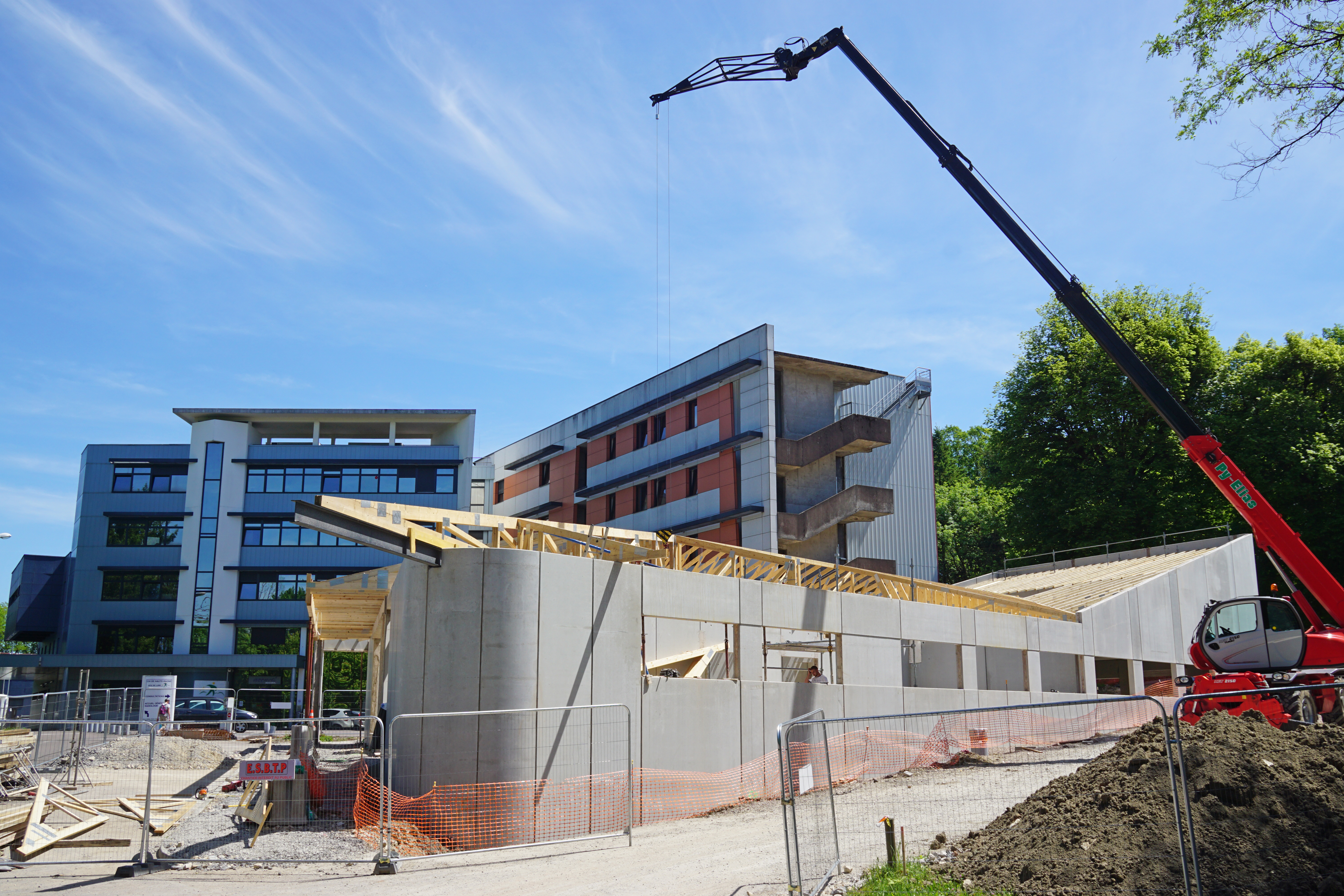
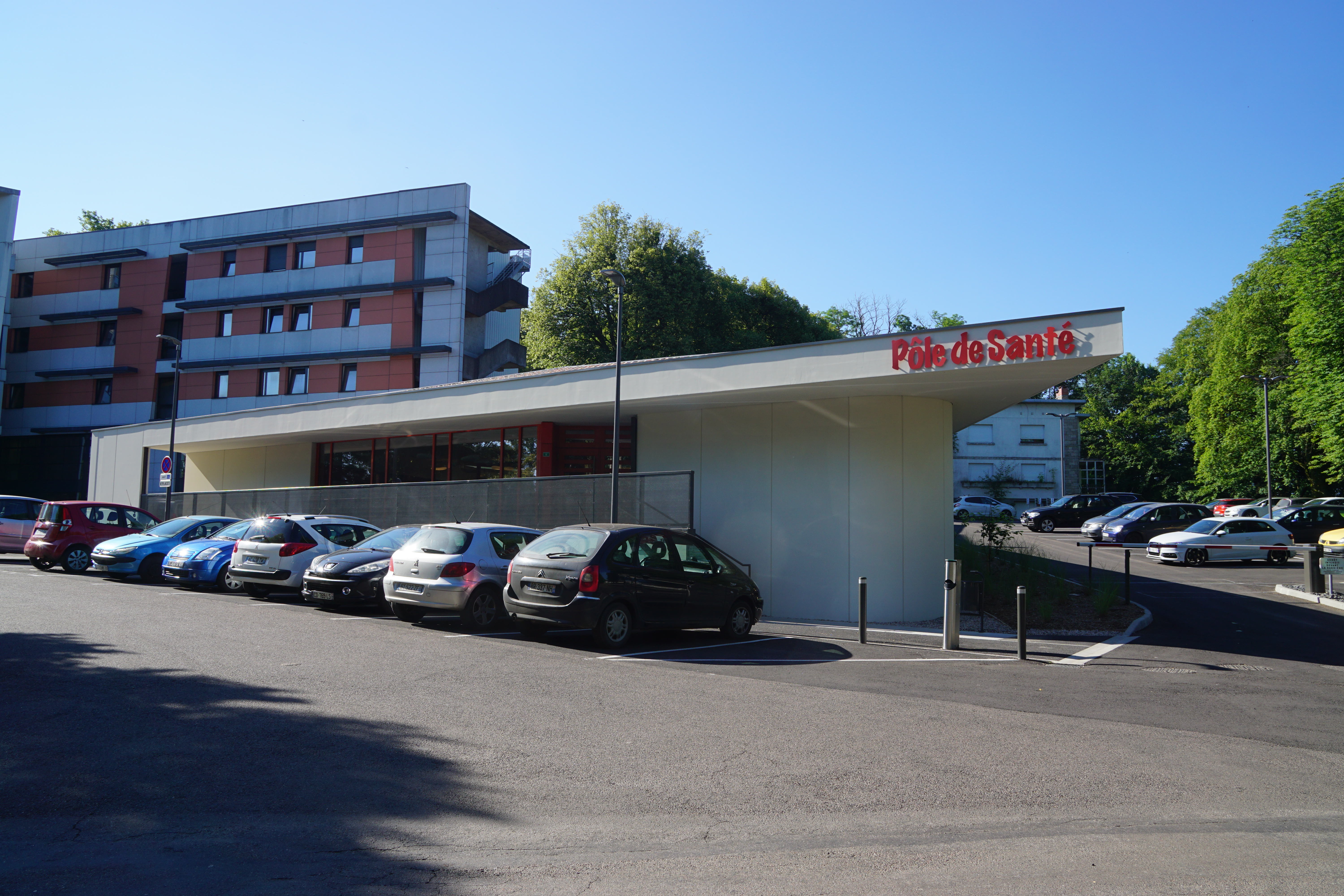

En 2023, l'hôpital de jour de médecine, de neurologie et de lutte contre la douleur connait pour la première fois une fermeture estivale de trois semaines en raison d'un manque de personnel. Le service addictologie connaissait déjà de telles fermetures. Ces fermetures temporaires s'inscrivent dans un contexte national de crise hospitalière particulièrement marquée par les grèves et le manque de personnel.
En février 2025, le centre de soin non programmés est déplacé pour laisser place à l'agrandissement du service d'imagerie et l’accueil d'un scanner et d'un appareil à IRM pour la première fois sur le site.

## Spécialités
Pourvus de 234 lits, le site de Lure traite des « urgences » de jours de la ville et de ses alentours (environ 10 000 passages par an en 2013), ne comporte plus de service de chirurgie mais s'est restructuré en deux services de médecine polyvalente (47 lits) et deux services de soins de suite et de réadaptation (47 lits) intégrant une Unité Cognitivo-comportementale et une Unité de Médecine Aigüe Comportementale (notamment pour les patients souffrant de maladies neurodégénératives comme par exemple la maladie d'Alzheimer), ainsi qu'un service d'addictologie (15 lits). Ses activités sont partagées avec l'hôpital de Vesoul dans le cadre du Groupe hospitalier de la Haute-Saône,,. L'hôpital de jour accueille plus de 500 patients par an qui reçoivent des traitements par perfusions pour la sclérose en plaques, des maladies auto-immunes ou encore neuropathies.

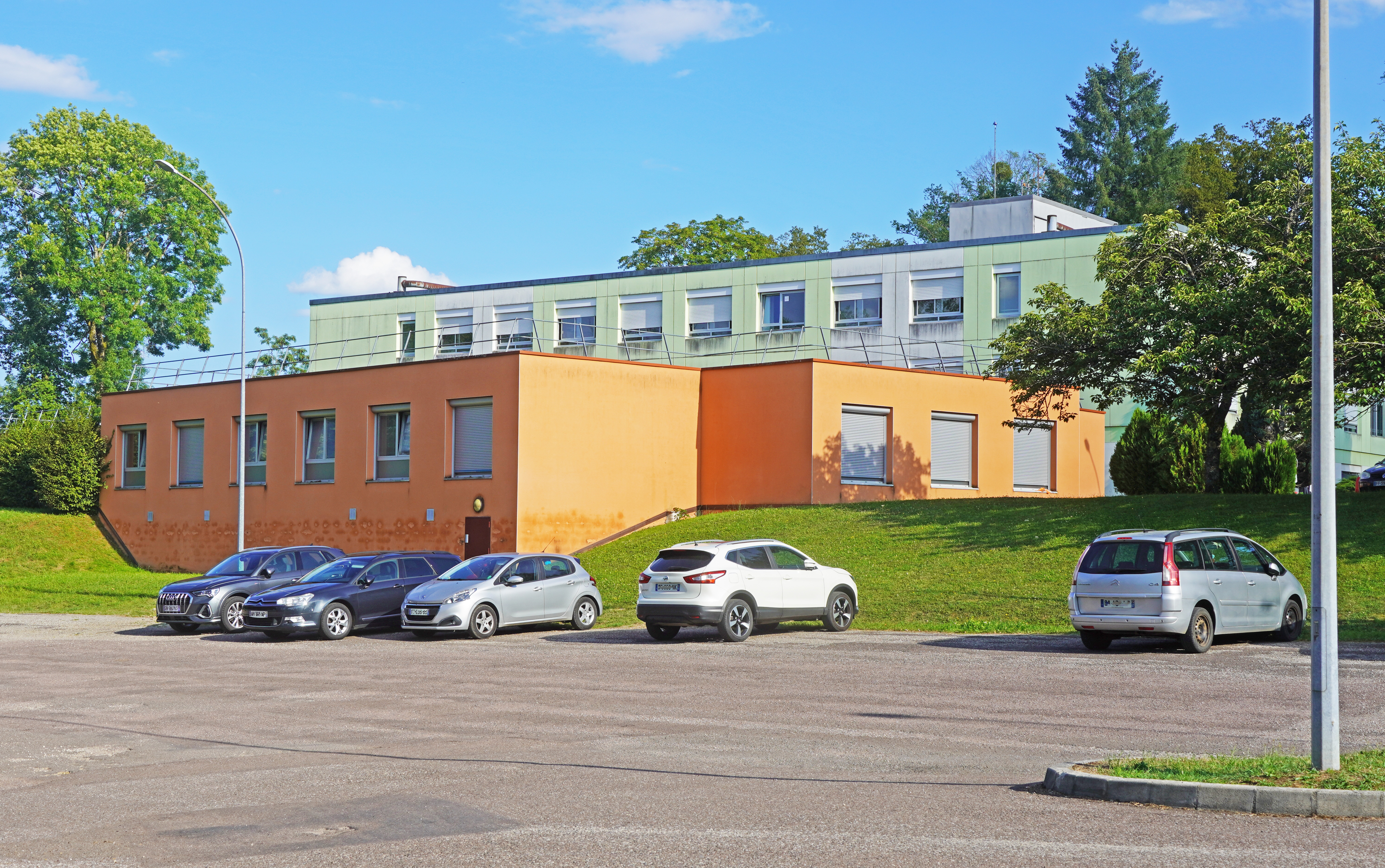
L'EHPAD du Mont Châtel.
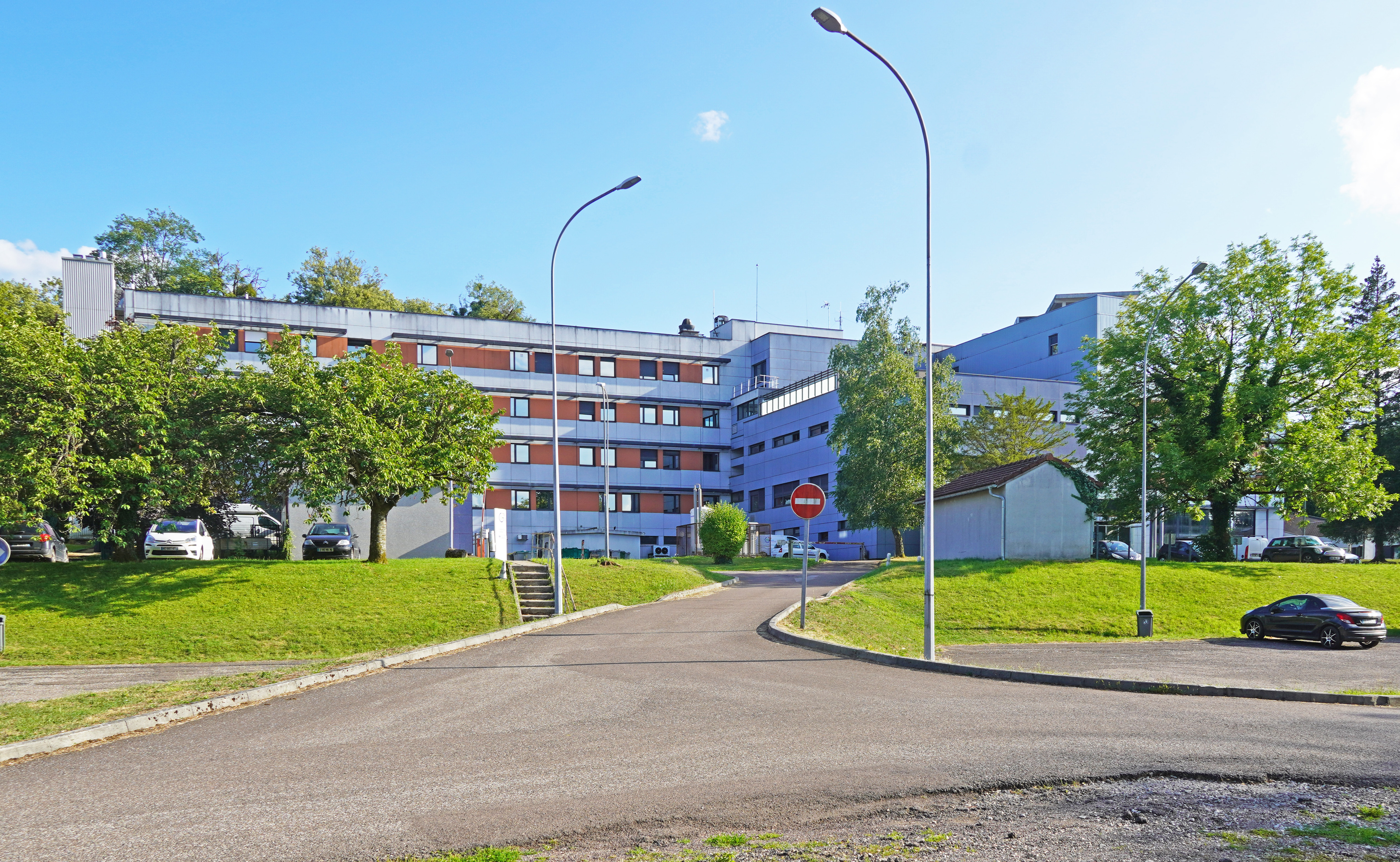
Vue générale de l'hôpital.
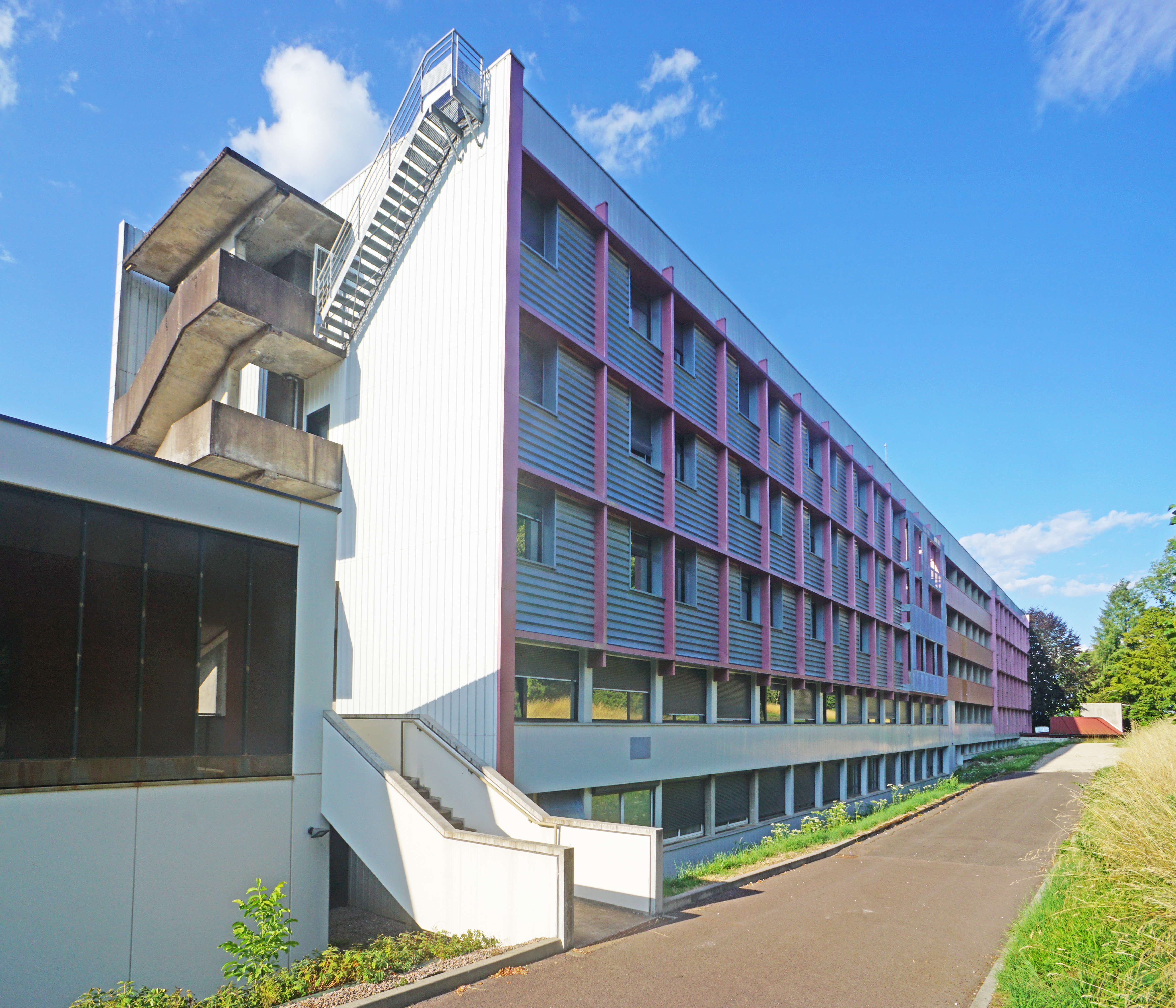
Façade arrière du bâtiment principal.